# Sljeme (Chorwacja)
Sljeme – wieś w Chorwacji, w żupanii krapińsko-zagorskiej, w gminie Stubičke Toplice. W 2011 roku liczyła 22 mieszkańców.